# Campti (Louisiane)
Campti est une ville de la paroisse des Natchitoches en Louisiane.

## Géographie
Au recensement de la population de l'an 2010, le nombre d'habitants s'élevait à 1 056 personnes. L'altitude est de 39 mètres.
La ville de Campti est située à une quinzaine de kilomètres an Nord de Natchitoches et à une vingtaine de kilomètres au Sud de Coushatta. Campti borde la rivière Rouge du Sud sur sa rive gauche. Au Nord coule la rivière Antoine qui se jette dans le bayou du lac Noir pour aller se déverser dans le lac de barrage du lac Noir.

## Histoire
Le nom de « Campti » dériverait du nom d'un chef indien de la tribu des Caddos dénommé « Roi Campti » par les premiers explorateurs français arpentant cette région de la Louisiane française. Les registres paroissiaux à Natchitoches montrent que le Père Valentin visita la communauté amérindienne du chef Campti vers 1745, et ce fut la première trace écrite de l'existence du nom Campti.
En 1788, un poste de traite fut établi par le trappeur et coureur de bois François Grappe sur le site de l'actuelle ville de Campti.
En 1831, Mademoiselle Françoise Chrichet fait don du terrain et de l'argent pour construire la première église catholique : l'église de la Nativité.
Cette zone, le long de la rivière Rouge du Sud, fut un lieu de portage pour le commerce avec le Nord-Ouest de la Louisiane française, en raison d'un important barrage naturel fait de tronc d'arbres et de sédiments (surnommé le grand radeau) et obstruant de part en part la rivière Rouge. Bien après la vente de la Louisiane par Napoléon Ier aux États-Unis, le gouvernement américain chargea le capitaine Henry Miller Shreve d'éliminer ce barrage afin de faciliter les liaisons avec le nouveau territoire de l'Oklahoma. Les travaux de déblaiement débutèrent en avril 1833 et furent achevés en mars 1838, date à laquelle les bateaux purent enfin remonter la rivière Rouge du Sud vers sa source.
Au XIXe siècle, la cité de Campti se composait d'environ 15 familles et d'environ 200 esclaves. Au dernier recensement de la population, 75 % des habitants étaient d'origine afro-américaine et 25 % d'origine européenne.